# إميت دي. بويل
إميت دي. بويل هو مهندس معادن ‏ ومهندس وسياسي أمريكي، ولد في 26 يوليو 1879 في فيرجينيا سيتي في الولايات المتحدة، وتوفي في 3 يناير 1926 في رينو في الولايات المتحدة. نشط حزبياً في الحزب الديمقراطي. وقد انتخب حاكم نيفادا ‏ (4 يناير 1915 – 1923).